# 신스 아이 파운드 유
《신스 아이 파운드 유》(영어: Since I Found You)는 2018년 방영된 필리핀의 드라마이다.